# Daniele Barbieri
Daniele Barbieri (Finale Emilia, 3 gennaio 1957) è un semiologo e saggista italiano. Ha scritto numerosi contributi sul fumetto, sulla comunicazione visiva e sulla poesia.

## Biografia
Si laurea in filosofia con Umberto Eco nel 1980 e consegue il dottorato di ricerca in Semiotica nel 1992 (ancora con Eco) con una tesi dal titolo Tempo, immagine, ritmo e racconto. Per una semiotica della temporalità nel testo a fumetti.
Nel 1991 pubblica I linguaggi del fumetto, oggi considerato un classico sull'argomento e tuttora sul mercato, dopo numerose riedizioni.
Dal 1992 lavora alla progettazione e realizzazione di Encyclomedia. Guida multimediale alla storia della civiltà europea, di cui progetta la struttura concettuale e cura il thesaurus. È quindi tra i fondatori di Horizons Unlimited, società che negli anni successivi (sino al 1998) realizza materialmente  l'opera.
Nel 1996 pubblica il volume Questioni di ritmo. L'analisi tensiva dei testi televisivi dove applica alla televisione i principi di analisi del ritmo e dei sistemi di aspettative già sviluppati nella tesi di dottorato. Dal 1997 al 1998 collabora quindi con la RAI, contribuendo alla progettazione del canale satellitare RAISAT1.
Dal 1996 insegna presso l'ISIA di Urbino. Il suo contributo teorico più importante viene pubblicato nel 2004 col titolo Nel corso del testo. Una teoria della tensione e del ritmo, le cui tesi verranno poi sviluppate nel volume del 2020 Testo e processo. Pratica di analisi e teoria di una semiotica processuale.
Dal 2007 insegna presso l'Accademia di Belle Arti di Bologna. Dal 2014 insegna anche presso l'Università di San Marino.
Dal 2014 cura la rubrica Filosofia del fumetto su Fumettologica.
Nel 2017 pubblica la postfazione Militanza Grafica nel libro di Gianluca Costantini Fedele alla linea.

## Teoria
L'attenzione al linguaggio del fumetto è una costante nell'opera di Barbieri, attraverso moltissimi lavori di analisi e di critica militante dalla metà degli anni Ottanta sino a oggi. Ed è ancora avendo per oggetto il fumetto che viene elaborata la teoria della tensione e del ritmo, inizialmente nel contesto della tesi di dottorato di ricerca Tempo, immagine, ritmo e racconto. Per una semiotica della temporalità nel testo a fumetti (1992), poi applicata ai programmi televisivi in Questioni di ritmo. L'analisi tensiva dei testi televisivi (1996); in seguito sviluppata in forma più compiuta e applicata alla poesia, al racconto, al gioco interattivo, nuovamente al fumetto, e alla musica in Nel corso del testo. Una teoria della tensione e del ritmo (2004); poi ancora utilizzata come chiave per esplorare e sistematizzare il campo della comunicazione visiva in Guardare e leggere. La comunicazione visiva dalla pittura alla tipografia (2011); infine di nuovo applicata, con maggiore respiro esplicativo, alla poesia in Il linguaggio della poesia (2011).
Alla base della posizione di Barbieri sta la teoria sviluppata da Leonard B. Meyer sul significato in musica. Secondo Meyer, la componente principale del significato di un termine musicale sta in quello che egli chiama il suo significato incorporato (embodied meaning), ovvero il potenziale sviluppo che l'utente ne è chiamato a prevedere sulla base delle sue competenze di ascolto. Durante l'ascolto di un brano musicale, dunque, l'ascoltatore proietterebbe una serie di previsioni potenziali sul suo proseguimento, e sarebbe attraverso la soddisfazione, posticipazione o frustrazione di queste aspettative che la musica produrrebbe effetti emotivi sul proprio pubblico.
Barbieri generalizza il discorso di Meyer, ritenendolo valido non solo per la musica, ma anche per qualsiasi tipo di discorso che si sviluppi sequenzialmente, e che sia perciò in grado di gestire delle aspettative prodotte nel suo fruitore. Sarà perciò possibile analizzare in termini tensivi molti tipi differenti di testi, non esclusi, in qualche misura, i testi visivi, i quali propongono comunque al proprio fruitore dei percorsi interpretativi almeno in parte obbligati.
Un tipo particolare di forme tensive è costituito da quelle che hanno carattere ricorrente, ovvero i ritmi, che inducono a loro volta particolari tipi di aspettative e di conseguenti potenziali tensioni. I ritmi di particolare interesse sono quelli che si basano sulla ricorrenza di punti di rilievo; e tra questi si trovano i ritmi narrativi, e, in poesia, i ritmi prosodici e accentuali .
Le dinamiche ritmiche, secondo la teoria di Barbieri, specialmente in contesti come quelli musicali e poetici, possono costruire situazioni in cui la dimensione partecipativa (immersiva) può avere maggiore importanza di quella comunicativa in senso stretto (frontale).

## Opere principali

### Teoria e critica
- Valvoforme e Valvocolori, Milano, Idea Books, 1990

- Il linguaggio del fumetto, Milano, Bompiani, 1990
  - (ES)  Los lenguajes del comic, Barcelona-Buenos Aires-Mexico, Paidos, 1993 (versione spagnola del precedente)

- Questioni di Ritmo. L'analisi tensiva dei testi televisivi, Roma, ERI-RAI, 1996

- Nel corso del testo. Una teoria della tensione e del ritmo, Milano, Bompiani, 2004

- Tensioni, interpretazione, protonarratività (a cura di), numero monografico di Versus, 98-99, 2004

- La linea inquieta. Emozioni e ironia nel fumetto (a cura di), Roma, Meltemi, 2005

- L'ascolto musicale. Condotte, pratiche, grammatiche (a cura di, con Luca Marconi e Francesco Spampinato), Lucca, Libreria Musicale Italiana, 2008

- Breve storia della letteratura a fumetti, Roma, Carocci, 2009

- Il pensiero disegnato. Saggi sulla letteratura a fumetti europea, Roma, Coniglio Editore, 2010

- Guardare e leggere. La comunicazione visiva dalla pittura alla tipografia, Roma, Carocci, 2011

- Il linguaggio della poesia, Milano, Bompiani, 2011

- Maestri del fumetto. Quarantuno grandi autori fra serialità e graphic novel, Roma, Tunué, 2012
- Semiotica del fumetto, Roma, Carocci, 2017
- Letteratura a fumetti? Le impreviste avventure del racconto, Roma, ComicOut, 2019
- Quadrinhos: fronteiras e interfaces (a cura di, con Renata Mancini), numero monografico di Todas as Letras - Revista de Língua e Literatura, v21, n.1 on line a http://editorarevistas.mackenzie.br/index.php/tl/issue/view/629
- Testo e processo. Pratica di analisi e teoria di una semiotica processuale, Bologna, Esculapio, 2020

### Poesia
- La nostra vita, e altro, Udine, Campanotto, 2004
- Distonia, Calimera, Kurumuny, 2018
- La lepre di sangue, Osimo, Arcipelagoitaca, 2022